# Elvis Forever
Elvis Forever är ett samlingsalbum från 1974 med 32 kända låtar av Elvis Presley.

## Låtlista

### Första skivan

#### Sida 1
| Sång                       | Artist               | Tid (i min) |
| -------------------------- | -------------------- | ----------- |
| My Baby Left Me            | Crudup               | 2:10        |
| Heartbreak Hotel           | Axton-Durden-Presley | 2:06        |
| Blue Suede Shoes           | Perkins              | 1:58        |
| Hound Dog                  | Leiber-Stoller       | 2:17        |
| Love Me Tender             | Presley-Matson       | 2:40        |
| Got A Lot O' Livin' To Do! | Schroder-Weisman     | 2:34        |
| (Let Me Be You) Teddy Bear | Mann-Lowe            | 1:43        |
| I'm All Shook Up           | Blackwell-Presley    | 1:58        |

#### Sida 2
| Don't              | Leiber-Stoller      | 2:48 |
| Hard Headed Woman  | DeMetruis           | 1:52 |
| King Creole        | Leiber-Stoller      | 2:09 |
| Jailhouse Rock     | Leiber-Stoller      | 2:30 |
| A Big Hunk O' Love | Schroeder-Wyche     | 2:12 |
| I Got Stung        | Schroeder-Hill      | 1:50 |
| One Night          | Bartholomew-King    | 2:32 |
| Stock On You       | Schroeder-McFarland | 2:17 |

### Andra skivan

#### Sida 3
| Fever                      | Davenport-Cooley              | 3:32 |
| It's Now Or Never          | Schroeder-Gold                | 3:12 |
| Are You Lonesome Tonight?  | Turk-Handman                  | 3:07 |
| Wodden Heart               | Wise-Weismen-Twomey-Kaempfert | 1:58 |
| Surrender                  | Pomus-Shuman                  | 1:51 |
| Wild In The Country        | Peretti-Creatore              | 1:50 |
| Rock-A-Hula Baby           | Wise-Wiesman-Fuller           | 1:58 |
| Can't Help Falling In Love | Perreti-Creatore-Weiss        | 2:59 |

#### Sida 4
| Good Luck Charm              | Schroeder-Gold  | 2:23 |
| Return To Sender             | Blackwell-Scott | 2:05 |
| You're The Devil In Disguise | Giant-Baum-Kaye | 2:18 |
| Crying In The Chapel         | Glenn           | 2:22 |
| Guitar Man                   | Hubbard         | 2:20 |
| In The Ghetto                | Scott-Davis     | 2:44 |
| Suspicious Minds             | James           | 4:22 |
| There Goes My Everything     | Frazier         | 2:55 |